# Fascellina icteria
Fascellina icteria är en fjärilsart som beskrevs av Eugen Wehrli 1936. Fascellina icteria ingår i släktet Fascellina och familjen mätare. Inga underarter finns listade i Catalogue of Life.